# Katharina Ruckgaber
Katharina Ruckgaber (* in München) ist eine deutsche Opern- und Konzertsängerin.

## Biografie
Katharina Ruckgaber studierte an der Hochschule für Musik und Theater München Gesang bei Andreas Schmidt und Liedgestaltung bei Helmut Deutsch und stellte in dieser Zeit bereits in Rollen in Mozart-Opern wie die Despina in Così fan tutte und die Serpetta La finta giardiniera dar. Nach ihrem Studienabschluss in 2014 gehörte sie bis 2017 dem Opernstudio der Oper Frankfurt an, wo sich ihr Repertoire u. a. um die Susanna in Le nozze di Figaro erweiterte. Schon während ihrer Studien- und Opernstudiozeit wirkte sie bei mehreren CD-Einspielungen von Werken von Johann Simon Mayr mit.
Von 2017 bis 2023 war Katharina Ruckgaber Ensemblemitglied am Theater Freiburg und stellte dort u. a. die Zerlina in Don Giovanni, die Adele in Die Fledermaus und die Nannetta in Falstaff dar. 2019 beeindruckte sie an diesem Haus in der weiblichen Titelrolle von Pelléas et Mélisande. Gastspiele führten sie als Pamina (Die Zauberflöte) an das Staatstheater Darmstadt und als Ännchen (Der Freischütz) an das Staatstheater Karlsruhe. In der Spielzeit 2023/24 begann ihre freiberufliche Tätigkeit mit Auftritten als Galatea (Acis und Galatea) mit der Kammerakademie Potsdam und als Susanna (Le nozze di Figaro) am Nationaltheater Mannheim. Auf der Seebühne der Bregenzer Festspiele debütierte sie 2024 als Ännchen in der Premierenbesetzung von Der Freischütz.
Ein weiterer Schwerpunkt ihres Wirkens ist das klassische Lied. 2018 gestaltete sie im Rahmen der Münchner Konzertreihe Liederleben gemeinsam mit Johannes Kammler (Bariton) und Akemi Murakami (Klavier) das Italienische Liederbuch von Hugo Wolf. Eine enge Zusammenarbeit verbindet sie auch mit den Pianisten Helmut Deutsch, Daniel Heide und Jan Philip Schulze. Mit ihrem 2022 erschienenen Album Love and Let Die berücksichtigt sie auch weniger bekannte Tonschöpfer und präsentiert ein weites, von Schubert bis hin zu Komponisten des 20. Jahrhunderts reichendes stilistisches Spektrum. In verschiedenen Ländern Europas gab sie schon Liederabende, u. a. im Konzerthaus Wien, an der Oper Frankfurt, in Zürich, Bayreuth, Budapest, Madrid und Barcelona, beim Oxford Lieder Festival und in der Wigmore Hall, London.

## Diskografie
- Johann Simon Mayr: Jacob a Labano fugiens (Oratorium). Mit Katharina Ruckgaber als Hirte, Simon Mair Chorus und Ensemble unter Franz Hauk. Naxos, 2015.
- Johann Simon Mayr: Requiem. Simon Mair Chorus und Ensemble unter Franz Hauk. Naxos, 2016.
- Johann Simon Mayr: Saffo. Mit Katharina Ruckgaber als Laodamia, Simon Mair Chorus und Concerto de Bassus unter Franz Hauk. Naxos, 2016.
- Johann Simon Mayr: Telemaco. Mit Katharina Ruckgaber als Priesterin der Venus, Simon Mair Chorus und Concerto de Bassus unter Franz Hauk. Naxos, 2017.
- Arien für Nancy Storace: Arien von Salieri, Sarti, Paisiello, Soler, Mozart, Storace. Katharina Ruckgaber und Marie Sophie Pollak (Sopran), Accademia di Monaco unter Joachim Tschiedel. Coviello, 2017.
- Imre Szechenyi: Lieder. Katharina Ruckgaber (Sopran), Jochen Kupfer (Bariton), Peter Thalheimer (Csakan) und Helmut Deutsch (Klavier). Audimax, 2017.
- Love and Let Die: Lieder der von der Klassik bis zur Moderne. Mit Jan Philip Schulze am Klavier. Sola Musica, 2022